# Haapamäen museoveturiyhdistys

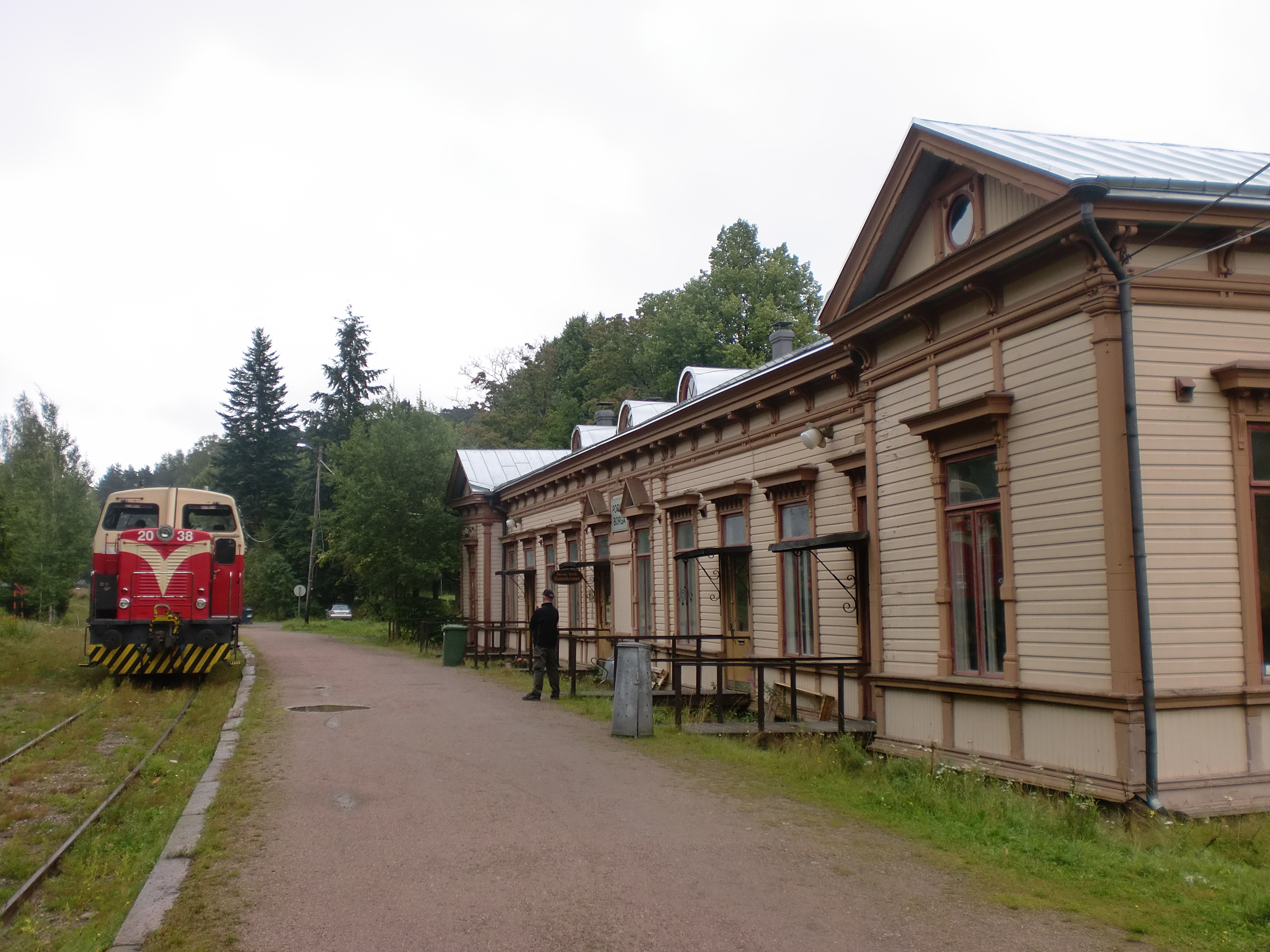
Diesellok littera VR Dv16 från Haapamäkis museiloksförening på Borgå järnvägsstation, 2016

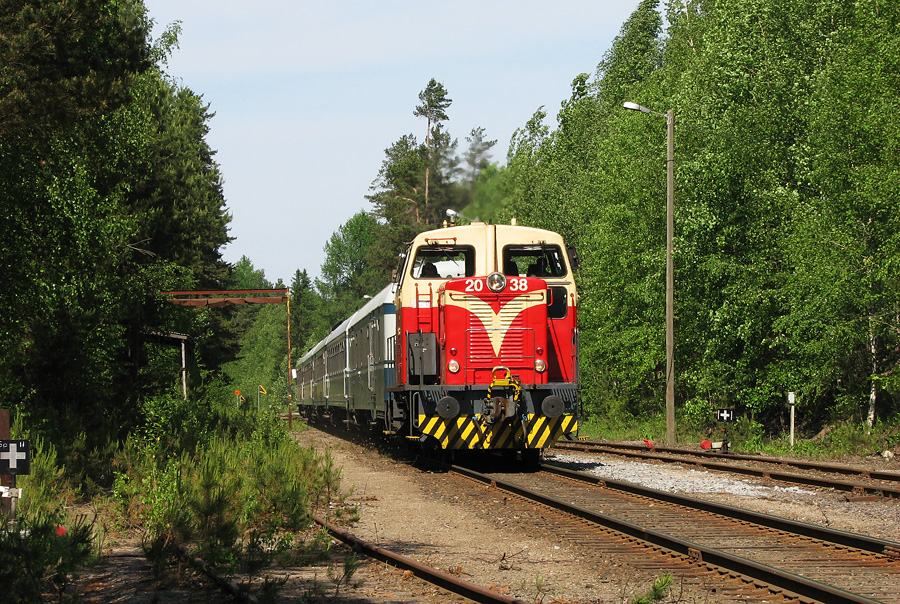
Museitåg vid Myllyoha järnvägsstation i Heinola på Lahtis–Heinola-banan, 2008

Haapamäen museoveturiyhdistys ry (Haapamäkis museiloksförening rf) är en museijärnvägsförening i Haapamäki i Keuru i Finland. Den håller till i lokstallen i Haapamäki. Föreningen samarbetar där med, men är självständig från, Haapamäki ånglokomotivpark. 
Haapamäen museoveturiyhdistys ry bildades 1993 som en förening för restaurering och bevarande av järnvägsmateriel i Haapamäki. 
År 2005 köpte föreningen lokstallen i Haapamäki, den omgivande marken och järnvägsutrustning som ägdes av Keuru stad. Dessutom tecknades ett samarbetsavtal med Haapamäkis ånglokomotivpark. Föreningen fick också samma år säkerhetscertifikat och drifttillstånd att köra tåg självständigt på hela det finländska järnvägsnätet.
Haapamäen museoveturiyhdistys äger mer än 110 fordon, varav en donation 2012 av tolv ånglok från VR. Ett 50-tal museilok och vagnar är i trafikdugligt skick.

## Bildgalleri

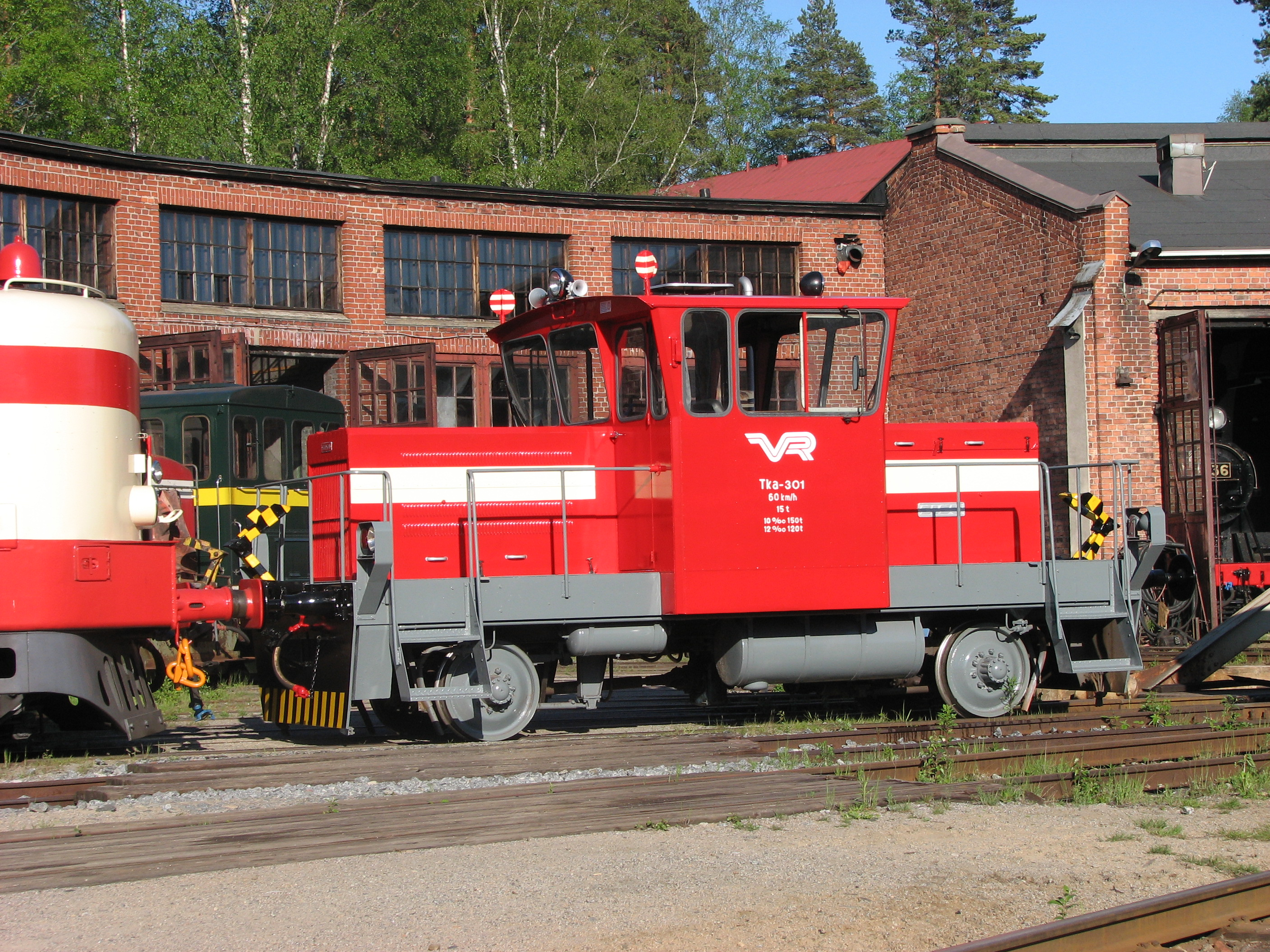
Lokomotor Sisu Tka3 utanför lokstallet Haapamäki
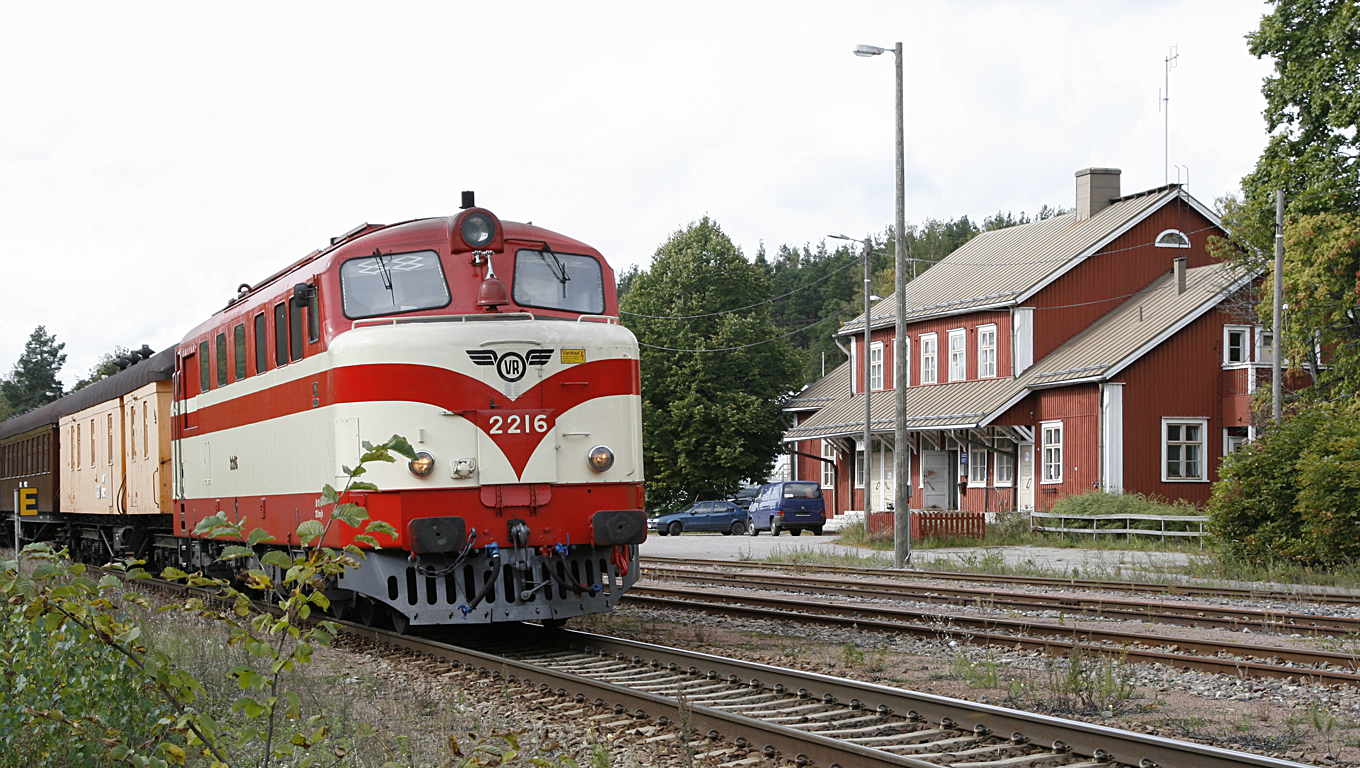
Dieselloket Dr12 Huru med museitåg på Lojos järnvägsstation, 2007
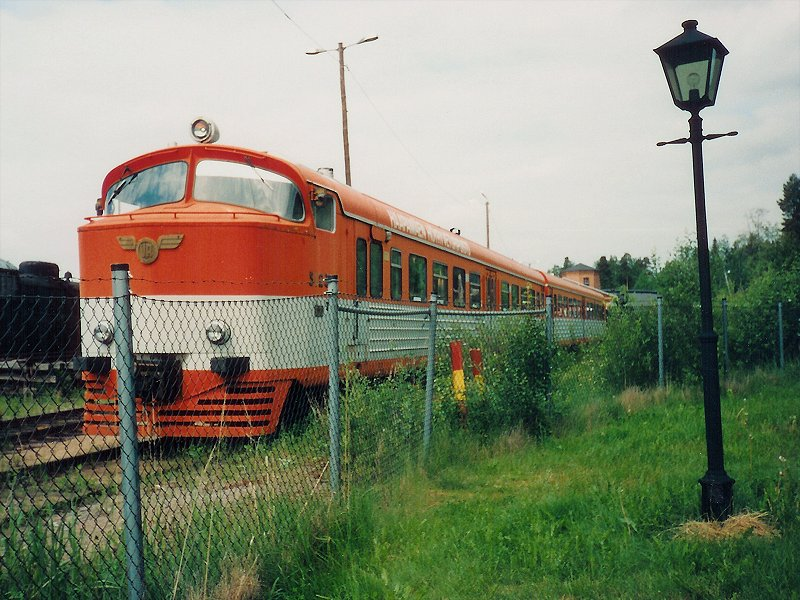
Dieselmotorvagnståg Valmet Dm9 Porkkana ("Morot"), 1996
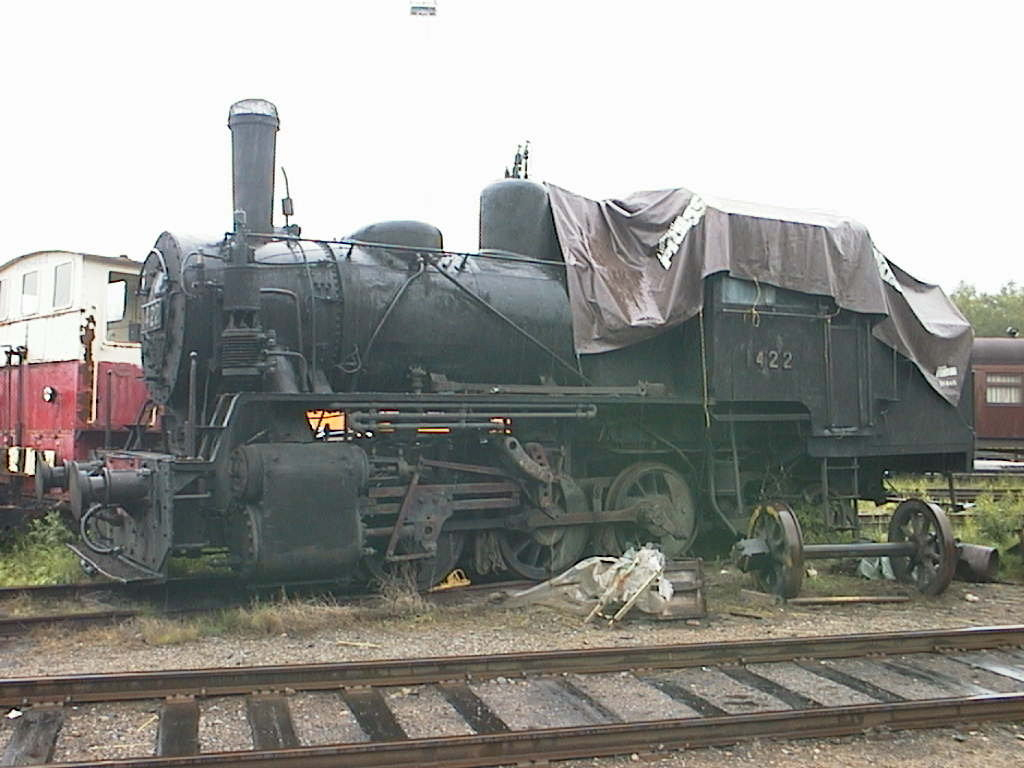
Amerikansktillverkat ånglok av typ Tampella Vr5 Kalkkuna ("Kalkon"), från 1944, fotograferat 2000
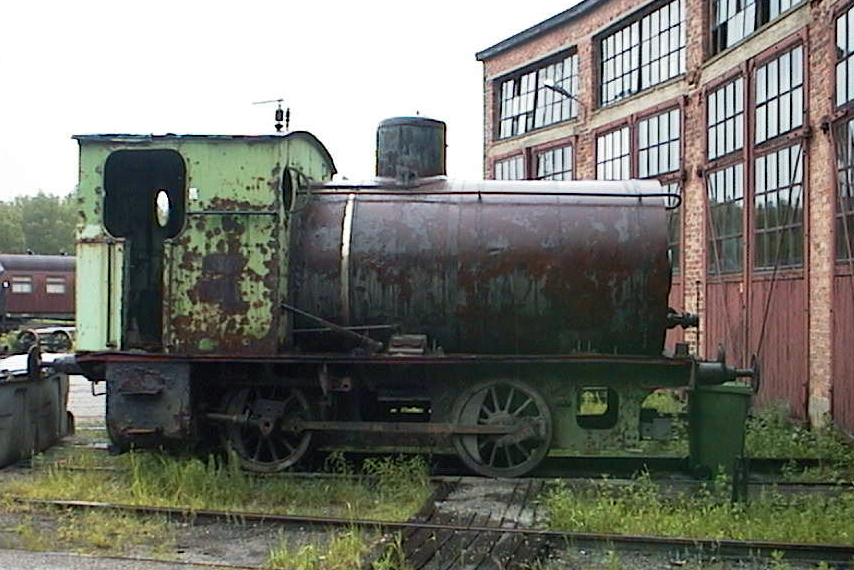
Ångloket Borsig 10933 Kuopion Karhu från 1923